# Campeonato Paraibano 2019
In 2019 werd het 109de Campeonato Paraibano gespeeld voor voetbalclubs uit de Braziliaanse staat Paraíba. De competitie werd georganiseerd door de FPF en werd gespeeld van 12 januari tot 20 april. Botafogo werd kampioen.

## Eerste fase
De clubs uit groep A spelen heen en terug tegen de clubs uit groep B. 

### Groep A
| Plaats | Club              | Wed. | W | G | V | Saldo | Ptn. |
| ------ | ----------------- | ---- | - | - | - | ----- | ---- |
| 1.     | Botafogo          | 10   | 8 | 0 | 2 | 17:5  | 24   |
| 2.     | Nacional de Patos | 10   | 5 | 0 | 5 | 16:18 | 15   |
| 3.     | Sousa             | 10   | 3 | 5 | 2 | 11:8  | 14   |
| 4.     | Treze             | 10   | 3 | 2 | 5 | 8:8   | 11   |
| 5.     | Serrano           | 10   | 1 | 4 | 5 | 9:23  | 7    |

|  | Gekwalificeerd voor tweede fase |

### Groep B
| Plaats | Club             | Wed. | W | G | V | Saldo | Ptn. |
| ------ | ---------------- | ---- | - | - | - | ----- | ---- |
| 1.     | Atlético         | 10   | 7 | 1 | 2 | 17:6  | 22   |
| 2.     | Campinense       | 10   | 5 | 2 | 3 | 15:7  | 17   |
| 3.     | Perilima         | 10   | 2 | 5 | 3 | 11:15 | 11   |
| 4.     | Esporte de Patos | 10   | 3 | 1 | 6 | 9:17  | 10   |
| 5.     | CSP              | 10   | 2 | 2 | 6 | 10:16 | 8    |

|  | Gekwalificeerd voor tweede fase |

## Tweede fase
In geval van gelijkspel worden strafschoppen genomen, tussen haakjes weergegeven.
|  | halve finale      | halve finale | halve finale | halve finale |  |            | finale | finale | finale | finale |
|  |                   |              |              |              |  |            |        |        |        |        |
|  |                   |              |              |              |  |            |        |        |        |        |
|  | Campinense        | 1            | 1            | 2 (5)        |  |            |        |        |        |        |
|  | Atlético          | 1            | 1            | 2 (3)        |  |            |        |        |        |        |
|  |                   |              |              |              |  | Campinense | 1      | 0      | 1      |        |
|  |                   |              |              |              |  | Botafogo   | 2      | 2      | 4      |        |
|  | Nacional de Patos | 1            | 0            | 1            |  |            |        |        |        |        |
|  | Botafogo          | 2            | 1            | 3            |  |            |        |        |        |        |

## Totaalstand
| Plaats | Club                 | Wed. | W  | G | V | Saldo | Ptn. |
| ------ | -------------------- | ---- | -- | - | - | ----- | ---- |
| 1.     | Botafogo             | 14   | 12 | 0 | 2 | 24:7  | 36   |
| 2.     | Campinense           | 14   | 5  | 4 | 5 | 18:13 | 19   |
| 3.     | Atlético             | 12   | 7  | 3 | 2 | 19:8  | 24   |
| 4.     | Nacional de Patos    | 12   | 5  | 0 | 7 | 17:21 | 15   |
| 5.     | Sousa                | 10   | 3  | 5 | 2 | 11:8  | 14   |
| 6.     | Treze                | 10   | 3  | 2 | 5 | 8:8   | 11   |
| 7.     | Perilima             | 10   | 2  | 5 | 3 | 11:15 | 11   |
| 8.     | CSP                  | 10   | 2  | 2 | 6 | 10:16 | 8    |
| 9.     | Esporte de Patos (1) | 10   | 3  | 1 | 6 | 9:17  | 7    |
| 10.    | Serrano              | 10   | 1  | 4 | 5 | 9:23  | 7    |

(1): Esporte de Patos kreeg drie strafpunten voor het opstellen van een niet-speelgerechtigde speler.
|  | Kampioen, geplaatst voor Copa do Brasil 2020 en Copa do Nordeste 2020                   |
|  | Vicekampioen, geplaatst voor Copa do Brasil 2020, Copa do Nordeste 2020 en Série D 2020 |
|  | Geplaatst voor Série D 2020                                                             |
|  | Degradatie                                                                              |

### Kampioen
| Campeonato Paraibano de 2019  |
| Paraiba                       |
| ----------------------------- |
| BOTAFOGO Kampioen (30° titel) |